# Corneometrie
Corneometrie ist ein verbreitetes Messverfahren zur Bestimmung der Hautfeuchtigkeit. Mittels eines kapazitiven Sensors wird dabei die Dielektrizitätskonstante der obersten Hautschichten bestimmt. Da diese vom Wassergehalt abhängt, ist der Messwert ein Maß für die Hautfeuchte. Der Begriff Corneometrie leitet sich vom eingetragenen Markennamen Corneometer ab. Unter diesem Namen wurde 1979 das erste Messinstrument für die Hautfeuchte auf den Markt gebracht. Da das Corneometer das erste kommerziell erhältliche Instrument zur Bestimmung der Hautfeuchte war, hat sich der Begriff Corneometrie für Messungen der Hautfeuchte mit dem Corneometer, in den wissenschaftlichen Sprachgebrauch eingebürgert.